# Antonio Mercero
Antonio Mercero Juldain (Lasarte-Oria, Guipúzcoa, 7 de marzo de 1936 - Madrid, 12 de mayo de 2018) fue un director y guionista de cine y televisión español, conocido sobre todo por sus series Verano azul, Farmacia de guardia y Crónicas de un pueblo, y por su premiado telefilme La cabina.

## Obra

### Cine
En 1960 filmó su primer corto, La oveja negra. Posteriormente, consiguió un título en dirección en la Escuela Oficial de Cinematografía en 1962 con la práctica final titulada Trotín Troteras; ese mismo año recibió en el Festival de San Sebastián la Concha de Oro al mejor cortometraje y el Premio Perla del Cantábrico por Lección de arte. Un año después, en 1963, dirigió su primer largometraje, Se necesita chico, presentado en el Festival de Bordighera (Italia). De 1966 a 1970 rodó varios documentales para televisión.
Entre sus películas posteriores están Las delicias de los verdes años (1976), los éxitos de taquilla La guerra de papá (1977) y Tobi (1978), La próxima estación (1982), Buenas noches, señor monstruo (1982), Espérame en el cielo (1988), Don Juan, mi querido fantasma (1990), La hora de los valientes (1998), Planta 4ª (2003) y ¿Y tú quién eres? (2007).

### Televisión
En 1970 comenzó a realizar en TVE programas de ficción, dirigiendo en la televisión pública las series Crónicas de un pueblo (1971-1974), Este señor de negro (1975-1976), Verano azul (1981-1982) y Turno de oficio (1986-1987) . Para la privada Antena 3 dirigió Farmacia de guardia (1991-1995) y Manolito Gafotas (2004), basada en el personaje creado por Elvira Lindo.
Es destacable su película estrenada en televisión La cabina (1972), protagonizada por José Luis López Vázquez, por la que recibió un amplio reconocimiento y numerosos premios, así como Los pajaritos (1974), con Julia Caba Alba y José Orjas, y Don Juan (1974).

### Teatro
Dirigió la obra Isabel, reina de corazones (1983), que estrenó en el Teatro madrileño de La Comedia y Los verdes campos del Edén (2004) en el Teatro María Guerrero.

## Filmografía

### Director
- 2007 ¿Y tú quién eres?
- 2007 Baserri Galdua
- 2004 Manolito Gafotas
- 2002 Planta 4ª
- 1998 La hora de los valientes
- 1991 Farmacia de guardia
- 1990 Don Juan, mi querido fantasma
- 1990 El Tesoro
- 1988 Espérame en el cielo
- 1983 Buenas noches, señor monstruo
- 1982 La próxima estación
- 1981 Verano azul
- 1978 Tobi
- 1977 La guerra de papá
- 1976 Las delicias de los verdes años
- 1974 Manchas de sangre en un coche nuevo
- 1973 Los pajaritos
- 1972 La cabina
- 1969 La balada de los cuatro jinetes
- 1968 Elegía por un circo
- 1963 Se necesita chico

### Guionista
- 2007 ¿Y tú quién eres?
- 2003 Planta 4ª
- 1998 La hora de los valientes
- 1991 Farmacia de guardia
- 1988 Espérame en el cielo
- 1982 Buenas noches, señor monstruo
- 1981 Verano azul
- 1978 Tobi
- 1976 Las delicias de los verdes años
- 1974 Los pajaritos
- 1972 La cabina

### Actor
- 2010 Un cine como tú en un país como éste
- 1991 Farmacia de guardia

### Creador
- 1991 Farmacia de guardia
- 1981 Verano azul

### Autor
- 1988 Espérame en el cielo
- 1972 La cabina

## Vida personal
Era padre del director y productor cinematográfico Ignacio Mercero (1967), y del guionista de televisión Antonio Santos Mercero (1969). En 2006 le fue detectada la enfermedad de Alzheimer, y desde entonces se retiró de la vida pública. Falleció doce años más tarde en Madrid el 12 de mayo de 2018 a los 82 años.

## Premios y distinciones
Festival Internacional de Cine de San Sebastián
| Año  | Categoría                                                          | Película        | Resultado |
| ---- | ------------------------------------------------------------------ | --------------- | --------- |
| 1962 | Concha de Oro al mejor cortometraje                                | Lección de arte | Ganador   |
| 1962 | Premio Perla del Cantábrico al Mejor Cortometraje de Habla Hispana | Lección de arte | Ganador   |

- Medalla del Círculo de Escritores Cinematográficos al mejor cortometraje por Lección de arte (1962).[6]
- Premio en la Bienal de Arte de París en 1965 por su práctica de fin de carrera Trotín Troteras.
- Mención Especial en el Festival de Cork (Irlanda).
- Premio del Sindicato Nacional del Espectáculo.
- Quijote de Oro al Mejor Director (1972).
- Premio Nacional (1972).
- Premio Ondas (1972).
- Antena de Oro (1972).
- Premio TP de Oro (1972).
- Premio Emmy de la Academia Nacional de Televisión y Ciencias de Nueva York en 1973 por La cabina.
- Mejor programa dramático del Canal 47 de Nueva York (1973).
- Premio de la Crítica Internacional del Festival de Televisión de Montecarlo (1973).
- Premio Marconi de Mifed de Milán (1973).
- Medalla de Oro al Mérito en las Bellas Artes (1997).
- Premio al mejor director del Festival de Cine de Montreal de 2003 por Planta 4ª.
- Goya de Honor de la Academia en 2010.[7]